# Häggeby landskommun
Häggeby landskommun var en tidigare kommun i Uppsala län.

## Administrativ historik
Kommunen inrättades i Häggeby socken i Håbo härad i Uppland när 1862 års kommunalförordningar trädde i kraft 1863. 
Vid kommunreformen 1952 gick den upp i Håbo landskommun, som 1971 ombildades till Håbo kommun.